# 12659 Schlegel
12659 Schlegel (1973 UR5) là một tiểu hành tinh vành đai chính được phát hiện ngày 27 tháng 10 năm 1973 bởi F. Borngen ở Tautenburg.